# Arashi no Yoru ni
Arashi no Yoru ni (jap. あらしのよるに, dt. etwa „Eine stürmische Nacht“) ist der erste Teil einer Bilderbuch-Reihe geschrieben von Yūichi Kimura und illustriert von Hiroshi Abe. Außerdem gibt es einen gleichnamigen Anime-Film, eine Anime-Serie, sowie ein Videospiel für den Nintendo DS, welches lediglich in Japan erschien.
Als das Buch 1994 veröffentlicht wurde, wurde es überraschenderweise sehr populär und Kimura hatte anfangs nicht die Absicht die Geschichte weiterzuführen. Nachdem er viel Unterstützung bekommen hatte, entschied er sich fünf weitere Bücher zu schreiben, die mit Fubuki no Ashita (Nach dem Schneesturm) enden. Dadurch wurde die Geschichte noch populärer und es wurde eine Kompilation unter dem Namen Shiroi Yami no Hate de veröffentlicht, sowie ein Film gedreht. Daraufhin schrieb Kimura noch ein siebtes Buch, welches den Titel Mangetsu no Yoru ni trägt und die Geschichte abschließt.

## Handlung
Eine Ziege namens Mei (メイ, im Film May) sucht in einer stürmischen Nacht, Schutz in einer kleinen, alten Hütte. Kurze Zeit später betritt eine weitere Person die Hütte, um sich ebenfalls vor dem Sturm in Sicherheit zu bringen. Die beiden können sich weder sehen, noch riechen, da es sehr dunkel ist und beide erkältet sind. Trotzdem entwickelt sich eine tiefe Freundschaft zwischen den beiden und sie entscheiden sich am nächsten Tag zusammen zu essen. Um sich wiederzuerkennen, machen sie eine Art Losung aus, Arashi no Yoru Ni, der Titel des Films. Am darauffolgenden Tag treffen sich die beiden und stellen überrascht fest: Mei ist eine Ziege und der andere ein Wolf namens Gabu (ガブ). Obwohl sie eigentlich natürliche Feinde sind, verbindet die beiden eine tiefe Freundschaft und sie verbringen viel Zeit miteinander. Sie treffen sich heimlich, bis Meis Herde und Gabus Rudel von ihrer geheimen Freundschaft erfahren und ihre Freundschaft verbieten. Als sie sich wieder treffen, springen sie in einen nahen Fluss, um einen Ort zu finden, an dem sie frei von allen Vorurteilen leben können.
Allerdings lässt Ghiro (ギロ, Giro), der Anführer von Gabus Wolfsrudel, die beiden verfolgen, da er alle Ziegen hasst und Gabu als Verräter betrachtet. Gabu und Mei, die einen Berg überqueren, hinter dem ein neuer Wald liegen soll, machen auf der Spitze Rast. Mei, welcher weiß, dass Gabu seit Tagen nichts mehr gegessen hat, will sich für seinen Freund opfern und ist bereit sich von ihm fressen zu lassen, da er zu schwach ist um weiterzugehen. Gabu allerdings bringt es nicht übers Herz seinen Freund zu töten. Er verlässt die Höhle, in der sie rasten und bemerkt Ghiros Rudel, welches immer noch hinter den beiden her ist. Bereit sein Leben für Mei zu opfern, stellt er sich mutig seinem alten Rudel entgegen. Während des Kampfes wird eine Lawine ausgelöst und begräbt die Wölfe.
Am nächsten Morgen verlässt Mei die Höhle und sieht den Wald, den sie gesucht haben. Leider findet er kein Lebenszeichen von Gabu und macht sich allein auf den Weg in den Wald, in der Hoffnung seinen Freund wiederzufinden. Nach einiger Zeit findet er Gabu wieder, welcher sein Gedächtnis durch die Lawine verloren hat und ihn fressen will. Mei hätte sich gerne für Gabu geopfert, aber sagt, dass dieser nicht der Gabu wäre, den er kannte. Er fängt an zu weinen und schreit Gabu wütend an, er hätte ihn am liebsten nie in jener „stürmischen Nacht“  (Arashi no Yoru ni) kennengelernt. Als er diese Worte hört, kehren Gabus Erinnerungen zurück und beide sind glücklich, sich wiedergefunden zu haben. Am Ende sehen sie sich zusammen den Mondaufgang an.

## Bücherreihe
Die Bilderbuch-Reihe wurde in sieben Bänden von Kodansha in Japan veröffentlicht:
1. Arashi no Yoru ni (1994)
2. Aru Hareta Hi ni (1996)
3. Kumo no Kirema ni (1997)
4. Kiri no Naka de (1999)
5. Doshaburi no Hi ni (2000)
6. Fubuki no Ashita (2002)
7. Mangetsu no Yoru ni (2005)

## Anime

### Film
Der Film Arashi no Yoru ni, wurde am 10. Dezember 2005 in Japan veröffentlicht und war über einen Monat unter den Top 10, mit über 1.200.000 Zuschauern, allein im ersten Monat. Am 20. Januar 2006 lief der Film in Taiwan an und ist für 26 anderen Ländern, weltweit, geplant.
Die Animationen stammen vom Studio Group TAC unter der Regie von Gisaburō Sugii, der Animationsleitung von Tsuneo Maeda und der künstlerischen Leitung von Yukio Abe. Das Character Design stammt von Marisuke Eguchi und die Musik von Musik Keisuke Shinohara. Das Titellied Star wurde von aiko gesungen.
Die japanische DVD wurde am 23. Juni 2006, sowohl als Limited Edition, als auch als Standard-Version, veröffentlicht.
Bei den Japanese Academy Awards 2007 und der Tōkyō Kokusai Anime Fair 2007 wurde der Film für den Besten Animationsfilm nominiert musste sich aber jeweils Das Mädchen, das durch die Zeit sprang geschlagen geben.

### Fernsehserie
Vom 4. April bis 9. September 2012 wurde auf TV Hokkaidō, TV Tōkyō, TV Aichi, TV Ōsaka, TV Setouchi und TVQ Kyūshū die 26-teilige Fernsehserie Arashi no Yoru ni – Himitsu no Tomodachi (あらしのよるに 〜ひみつのともだち〜) ausgestrahlt.
Die Serie wurde von den Studios Sparky Entertainment und Baku Enterprise als 3D-Computeranimationen ausgeführt. Die Regie hatte Tetsurō Amino inne. Die Musik stammt von Fumitaka Anzai. Der Vorspanntitel Friendship Birthday – Arashi no Yoru ni (Friendship Birthday 〜あらしのよるに〜) wird von Sea☆A gesungen und der Abspanntitel Dear My Friend von U-Kiss.
Im Gegensatz zum Film, wo Mei als männlich dargestellt wird, ist sie in der Serie weiblich und wird auch gleichlautend May geschrieben.

### Synchronisation
| Rolle                       | japanischer Sprecher (Seiyū) | japanischer Sprecher (Seiyū)             |
| Rolle                       | Film                         | Serie                                    |
| --------------------------- | ---------------------------- | ---------------------------------------- |
| Gabu                        | Shidō Nakamura               | Hiroyuki Yoshino, Romi Park (als Junges) |
| Mei                         | Hiroki Narimiya              | Rie Kugimiya                             |
| Ghiro (Rudelanführer)       | Riki Takeuchi                | Kōichi Yamadera                          |
| Bari (Gabus älterer Bruder) | Kōichi Yamadera              | Kōichi Yamadera                          |
| Beach (Gefährte Gabus)      | Tetsuya Yanagihara           |                                          |
| Zack (Gefährte Gabus)       | Yoshiyuki Hirai              |                                          |
| Tap (Meis älterer Bruder)   | Shōzō Hayashiya              | Tatsuhisa Suzuki                         |
| Mii (Freundin von Mei)      | Meia Kobayashi               | Yui Horie                                |
| Ziegengroßmutter            | Kaba-chan                    |                                          |
| Ziegenältester              | Eiji Bandō                   |                                          |
| Gabus Mutter                | Yū Hayami                    | Kahoru Sasajima                          |
| Meis Großmutter             | Etsuko Ichihara              | Mizuka Arima                             |

## Trivia
Der Name Mei kommt von dem japanischen Wort Mee, welches das Giongo für das Geräusch von Ziegen darstellt.
Gabu stammt ebenfalls von einem Giongo, nämlich von gabugabu, welches das Geräusch beim Trinken oder Fressen darstellt.